# Museu de História Militar de Melilha
O Museu Militar de Melilha está localizado na cidade de Melilha, uma cidade autónoma espanhola situada no norte da África, ao longo da costa do Marrocos. Este museu é dedicado à história militar da cidade e da região, e está instalado no Baluarte da Concepção Alta, que faz parte do Primeiro Recinto Fortificado de Melilla La Vieja (Melilla Velha), um complexo de fortificações que remonta aos séculos XVI e XVII.

## História

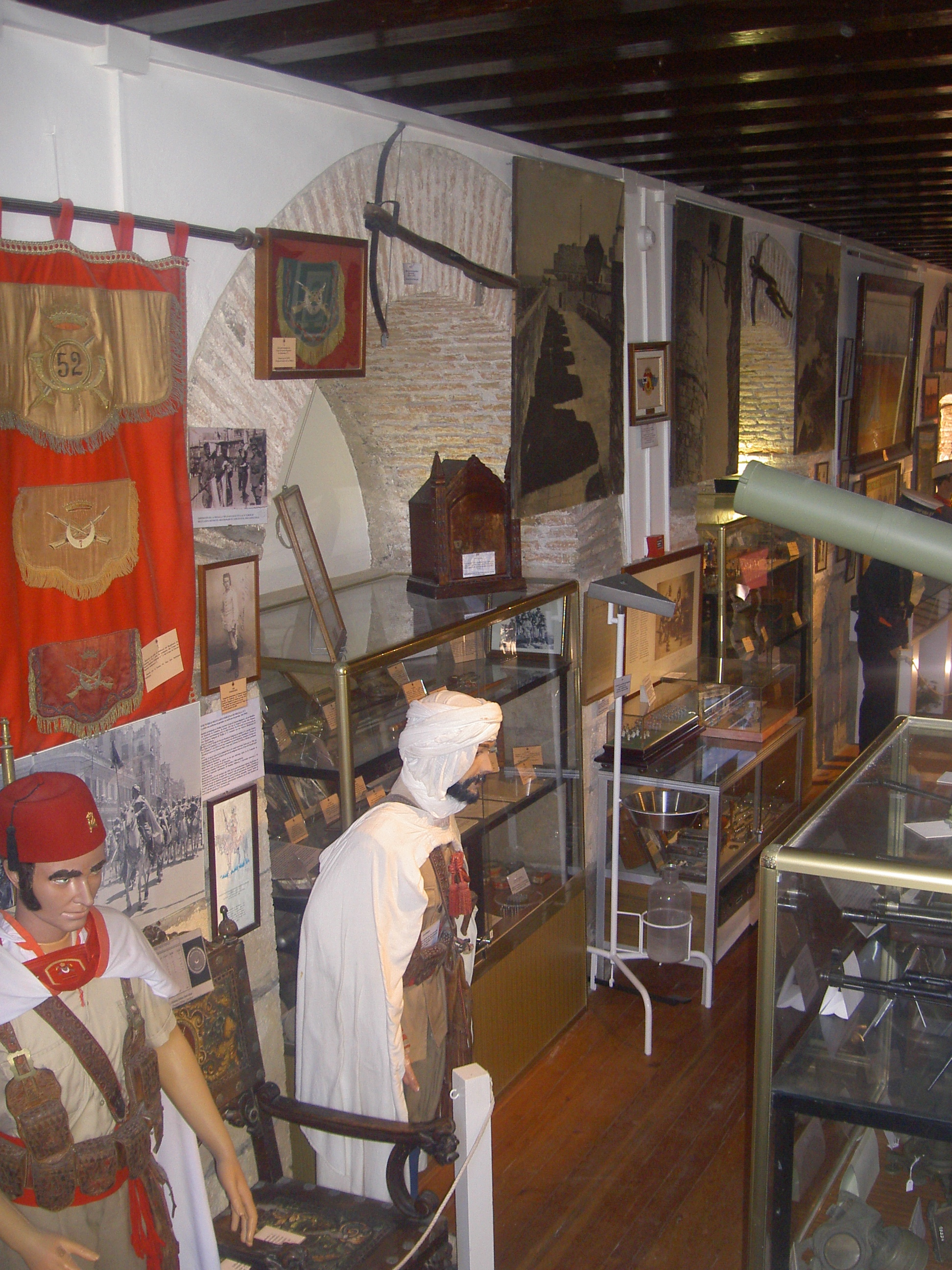
Interior

A exposição comemorativa do V Centenário de Melilha, realizada em 1997, foi um marco importante na criação do Museu Militar de Melilha. Essa exposição, que focou na história militar da cidade e da região, teve como base um conjunto de objetos e artefatos provenientes de várias fontes:
1. Fundos do Museu do Exército: Muitos dos itens expostos eram provenientes do Museu do Exército da Espanha, o que garantiu uma base sólida e rica em história militar.
2. Coleções cedidas pela Cidade Autónoma de Melilha: A cidade também contribuiu com itens significativos para a exposição, refletindo a relevância local da celebração e da história militar.
3. Objetos de particulares: Além das coleções institucionais, a exposição também contou com contribuições de colecionadores e cidadãos particulares, o que adicionou uma dimensão ainda mais pessoal e abrangente à história representada.

Após o término da exposição, muitos dos artefatos exibidos foram incorporados ao Museu Militar de Melilha, que foi oficialmente inaugurado a 15 de julho de 1997. O museu tornou-se, assim, um espaço permanente para preservar a memória militar da cidade, com coleções que abrangem vários períodos históricos, refletindo a importância estratégica e cultural de Melilha.
O Museu Militar de Melilla está localizado em duas áreas distintas do Baluarte da Concepção Alta e apresenta uma exposição permanente e temporária, organizadas de forma a oferecer uma visão abrangente da história militar da cidade.
1. Sala Baixa (Exposição Permanente):  Na sala baixa do museu, encontra-se a exposição permanente, que exibe uma vasta coleção de artefatos relacionados à história militar de Melilha e da região. Entre os destaques desta seção estão:
  - Uniformes militares: Uma variedade de uniformes de diferentes épocas, permitindo observar a evolução das vestimentas e do equipamento dos militares ao longo do tempo.
  - Maquetas e dioramas: Representações em miniatura de batalhas, fortificações e eventos históricos que ajudaram a formar a identidade militar da cidade.
  - Amas de todo o tipo: Instrumentos e objetos utilizados em contextos militares, como espadas, fuzis e outros equipamentos da época.
  - Máquina Enigma: Um item de grande importância histórica, a máquina Enigma foi utilizada durante a Segunda Guerra Mundial pelos nazistas para codificar mensagens secretas. Sua presença no museu ilustra a importância de Melilha no contexto de operações militares mais amplas.
  - Cadeira de montar de Isabel II: Este é um objeto de grande valor histórico, relacionado à monarquia espanhola, que simboliza a relação entre a realeza e o exército durante os séculos passados.
2. Sala Alta (Exposições Temporárias):  A sala alta do museu é dedicada a exposições temporárias, oferecendo espaço para mostrar diferentes facetas da história militar ao longo do tempo. Nessa área, podem ser encontradas mostras especiais, como canhões e morteiros, que estão dispostos nas plataformas de artilharia do baluarte. Esses grandes artefatos de artilharia ajudam a ilustrar as técnicas de defesa e ataque utilizadas nas fortificações de Melilha ao longo dos séculos.[4]